# Papagomys theodorverhoeveni
Papagomys theodorverhoeveni es una especie extinta de roedor miomorfo de la familia Muridae que vivió en la isla de Flores hace 3000 y 4000 años. Sin embargo, es probable que aún exista en la isla mencionada.